# 理查德·布魯姆菲爾德
理查德·布魯姆菲爾德（Richard Bloomfield，1983年4月27日—）出生於英格蘭諾里奇，是一位英國職業網球運動員，2002年轉職業。2007年3月達到截止目前為止最高單打排名176。

## 外部連結
- 官方网站
- 理查德·布魯姆菲爾德（英文/西班牙文）的官方資料
- 理查德·布魯姆菲爾德的國際網球總會 職業／青少年 官方資料（英文）
- 理查德·布魯姆菲爾德的官方資料（英文）